# شبه‌شک
شبه‌شک‌گرایی یک موضع فلسفی یا علمی می‌باشد که به نظر می‌رسد شکاکیت یا شک علمی باشد ولی در واقعیت گونه ای جزم گرایی است.

## قرن ۱۹ و اوایل قرن ۲۰
نخستین استفاده از این کلمه برای سرزنش خود بود: در ۳۱ اوت ۱۸۶۹، فیلسوف سوئیسی هنری-فردریک آمیل در دفتر خاطرات خود نوشت:
غریزه من با بدبینی بودا و شوپنهاور هماهنگ است. این شبهه‌ای است که حتی در لحظه‌های شور مذهبی من را رها نمی‌کند. طبیعت برای من در واقع یک مایا است. و من به او، گویی، با چشمان یک هنرمند نگاه می‌کنم. هوش من همچنان مشکوک است. پس من به چه چیزی اعتقاد دارم؟ نمی‌دانم. و من به چه چیزی امیدوار هستم؟ گفتنش سخت خواهد بود. حماقت! من به خوبی ایمان دارم و امیدوارم که خیر پیروز شود. در اعماق این وجود طعنه آمیز و ناامید من، کودکی پنهان است - موجودی صریح، غمگین، ساده که به ایده‌آل، عشق، تقدس و همه خرافات آسمانی معتقد است. هزاره کامل بت در قلب من خوابیده‌است. من یک شبه شکاک، یک شبه استهزا هستم.
به زودی معنی معمول خود را به کسب کند، محلی که یک شکاک ادعا شده متهم به اطمینان بیش از اندازه در تبدیل شک‌های نخستین به یقین می‌باشد. در سال ۱۹۰۸ هنری لویی منکن درباره انتقاد فردریش نیچه از فیلسوف دیوید اشتراوس نوشت:
اشتراوس یک واعظ بود اما پارچه را کنار گذاشته بود و به عنوان منتقد مسیحیت مغازه راه اندازی کرده بود. او بدون شک با نیت خیر تلاش کرده بود، اما نتیجه خالص همه ندانم‌پرستی از خود راضی او این بود که شاگردانش مانند مسیحیان قبلاً از خود راضی، متعصب و متعصب بودند. نیچه این را دید و در اولین جزوه‌های کوچکش «دیوید اشتراوس، اعتراف‌کننده و نویسنده»، در اولین جزوه‌های کوچکش «دیوید اشتراوس، اعتراف‌کننده و نویسنده»، شبه‌شک‌گرایی بورژوازی اشتراوس را به وحشیانه‌ترین شکل به تصویر کشید. این سال ۱۸۷۳بود.
پروفسور فلسفه در دانشگاه ایلینویز، فردریک ال ویل در سال ۱۹۴۲ از اصطلاح «شبه شکاکیت» استفاده کرد. السدیر مک اینتایر می‌نویسد:
[فردریک] ویل از این قاعده مستثنی نبود. او به عنوان یک فیلسوف تحلیلی شروع کرد و کاربردهای مختلف زبان را متمایز کرد تا نشان دهد که برخی از مسائل فلسفی سنتی دیگر نیازی به دردسر ندارند، پس از اینکه فهمیدیم چگونه تمایزات زبانی مربوطه را ایجاد کنیم. دشمنان دو نفر بودند: شکاک فلسفی که این مسائل کاذب را مطرح می‌کند و فیلسوفی که فکر می‌کند به شکاک نیاز به پاسخ دارد؛ بنابراین در "آیا مشکل القاء وجود دارد؟" (مجله از فلسفه، ۱۹۴۲) این دو حس از "دانستن" است که باید متمایز شوند: "همه ناراحتی، شبه شک و شبه مشکل استقراء، هرگز ظاهر نمی‌شد اگر ممکن بود روشن باشید که «دانستن» در بیانیه‌ای که ما نمی‌دانیم گزاره‌های مربوط به آینده به معنای بسیار خاص و نه اصلاً معمولی آن به کار می‌رود.
پروفسور نوتردام زبان انگلیسی، جان ای. سیتر، در سال ۱۹۷۷ در سخنرانی در مورد الکساندر پوپ از این اصطلاح استفاده نمود: "به عقیده من، هدف پوپ این می‌باشد که شک و تردید خواننده را تنبیه نماید- شبه شک "شماً با اعتماد به نفس بیش از اندازه. . . "

## تروزی
در سال ۱۹۸۷، مارچلو تروزی این اصطلاح را به شکل ویژه ای برای برهان‌هایی احیا نمودکه از زبان علمی برای اهانت یا رد ارزش‌ها، فرضیه‌ها یا ادعاهای ویژه استفاده می‌کنند، ولی در واقع از احکام شکاکیت علمی متعارف پیروی نمی‌کنند. او استدلال می‌کرد که شک علمی نسبت به ایده‌های جدید ناشناس است و هیچ ادعایی در مورد آنها نمی‌کند، اما منتظر است تا قبل از اعتبار بخشیدن به آنها، بار اثباتی را برآورده کنند. در برابر، شبه شک‌گرایی شامل «نظریه‌های منفی» می‌باشد - ادعاهای نظری مبنی بر اینکه بعضی از ارزش‌ها، فرضیه‌ها یا ادعاها از نظر واقعی نادرست هستند - بدون ارضای بار اثباتی که چنین ادعاهای نظری منفی به آن نیاز دارند.
در سال ۱۹۸۷، هنگامی که به عنوان استاد جامعه‌شناسی در دانشگاه میشیگان شرقی کار می‌کرد، تروزی در مجله زتتیک محقق (که خودش آن را تأسیس نمود)، شرح زیر را از شبه شک‌گرایان عرضه کرد:
در علم، بار اثبات بر دوش مدعی است؛ و هر چه ادعایی فوق‌العاده‌تر باشد، بار اثبات مطالبه سنگین‌تر است. شکاک واقعی موضعی آگنوستیک دارد، موضعی که می‌گوید ادعا ثابت نمی‌شود تا رد شود. او مدعی است که مدعی بار اثبات را به دوش نکشیده‌است و علم باید به ساخت نقشه شناختی واقعیت خود ادامه دهد، بدون اینکه ادعای خارق‌العاده را به عنوان یک «واقعیت» جدید بگنجاند. از آنجایی که شکاک واقعی ادعایی ندارد، باری برای اثبات چیزی ندارد. او فقط طبق معمول به استفاده از نظریه‌های تثبیت شده «علم متعارف» ادامه می‌دهد. اما اگر منتقدی ادعا کند که شواهدی برای رد وجود دارد، فرضیه‌ای منفی دارد، مثلاً بگوید که ظاهراً پی اس ای نتیجه در واقع ناشی از یک مصنوع بوده‌است. - او ادعا می‌کند و بنابراین باید بار اثبات را نیز به دوش بکشد …
هم منتقدان و هم موافقان باید بیاموزند که قضاوت را در علم بیشتر شبیه آنچه در دادگاه‌های حقوقی یافت می‌شود، ناقص و با درجات مختلف اثبات و شواهد بدانند. حقیقت مطلق، مانند عدالت مطلق، به ندرت قابل حصول است. ما فقط می‌توانیم تمام تلاش خود را برای تقریب آنها انجام دهیم.— مارچلو تروزی، "دربارهٔ شبه شکاکیت"، زتتیک محقق, ۱۲/۱۳, پی پی۳–۴, ۱۹۸۷